# جاي إف. س. رايت
جاي إف. س. رايت هو مؤرخ كندي، ولد في 1904 في ويلتشاير في المملكة المتحدة، وتوفي في 1970.